# Kompleksy klasterowe
Kompleksy klasterowe – związki metali przejściowych zawierające wiązanie metal–metal, jak np. Hg2Cl2. Tendencję do tworzenia takich zespołów wykazują metale o bardzo dużej energii atomizacji, charakteryzujące się dzięki temu wysokimi temperaturami topnienia i wrzenia. Należą do nich: Zr, Nb, Mo,Tc, Ru, Rh, Hf, W, Re, Os, Ir, Pt.
Na zdolność do tworzenia klasterów mają wpływ również własności orbitali d, które biorą udział w tworzeniu wiązań metal–metal.